# Október 8.
Október 8. az év 281. (szökőévben 282.) napja a Gergely-naptár szerint. Az évből még 84 nap van hátra.
Névnapok: Koppány + Áldáska, Benedetta, Benedikta, Beneditta, Benita, Bettina, Birgit, Brigitta, Deme, Demeter, Dömötör, Etelka, Gitta, János, Laurencia, Loréna, Lorin, Lorina, Magor, Pelágia, Pelágiusz, Semjén, Simeon, Szergiusz

## Események
- 1076 – horvát királlyá koronázták Dmitar Zvonimirt († 1089).
- 1588 – Rákóczi Zsigmond erdélyi fejedelem győzelme Szikszónál a törökök fölött.
- 1848 – Kossuth Lajos lesz az Országos Honvédelmi Bizottmány elnöke.
- 1848 – A Bécs felé menekülő Jellasics császári tábornok csapataival átlépi az osztrák-magyar határt.
- 1856 – Anglia háborút indít Kína ellen az ópium kereskedelmének monopóliumáért, melyhez hamarosan Franciaország is csatlakozik. Ez a második ópiumháború kezdete.
- 1871 – Az Amerikai Egyesült Államok egyik legnagyobb 19. századi katasztrófájának számító nagy chicagói tűzvész, melyben 125-en meghaltak és teljesen leégett Chicago belvárosa.
- 1896 – Elindul a Dow Jones jegyzése.
- 1902 – A képviselőház megtartja első ülését a Steindl Imre által tervezett Országházban.
- 1908 – Budapesten az általános választójogért és a rendőri terror ellen tüntető munkások revolverekkel és vasbotokkal támadnak az ellenük kivezényelt rendőrökre. (Ún. vasbotos tüntetés).
- 1912 – Az I. Balkán-háború kezdete: Montenegró hadba lép az Oszmán Birodalom ellen.
- 1918 – A Magyarországi Szociáldemokrata Párt kiáltványt bocsát ki, melyben követeli a magyarországi nemzetek önrendelkezési jogát és a demokratikus átalakulást.
- 1938 – A magyar kormány rendkívüli ülésén hozott határozatában a csehszlovákiai területeket „nem történelmi, hanem etnikai alapon” követeli vissza; Pozsony legyen szabadkikötő, Kárpátalján tartsanak népszavazást.
- 1939 – II. világháború: a Német Birodalom bekebelezi Nyugat-Lengyelországot.
- 1940 – Német csapatok vonulnak be Romániába.
- 1940 – Bartók Béla és felesége, Pásztory Ditta búcsúhangversenyt ad Budapesten. Nem sokkal később az Egyesült Államokba távoznak.
- 1944 – Molotov szovjet külügyminiszter – a nyugati nagyhatalmak egyetértésével – Moszkvában átadja az előzetes fegyverszüneti feltételeket a magyar küldöttségnek.
- 1944 – A 2. Ukrán Front egységei Szegedtől délre, továbbá Szentesnél és Szolnok alatt elérik a Tiszát.
- 1944 – Német utászok felrobbantják az algyői Tisza-hidat.
- 1945 – Harry S. Truman amerikai elnök bejelenti, hogy csak az Egyesült Királyság és Kanada kapja meg az atombomba titkát.
- 1962 – Algéria, 109. tagállamként, az ENSZ Biztonsági Tanácsának tagja lesz.
- 1966 – Az amerikai kormány bejelenti, hogy az LSD-t veszélyes kábítószernek minősíti, melynek használata büntetést von maga után.
- 1970 – Irodalmi Nobel-díjban részesül Alekszandr Szolzsenyicin szovjet író.
- 1980 – A Magyarok Nagyasszonya kápolna felszentelése Vatikánban.
- 1982 – Lengyelországban betiltanak minden érdekvédelmi szervezetet, köztük a Szolidaritást Szakszervezetet is.
- 1991 – Horvátország és Szlovénia elszakadnak Jugoszláviától, és kikiáltják függetlenségüket.
- 1993 – Az ENSZ Közgyűlése feloldja a Dél-afrikai Köztársaság elleni szankciókat, amelyeket a faji megkülönböztetés miatt vezettek be.
- 1993 – Grúzia elnöke, Eduard Sevardnadze bejelenti, hogy országa belép a Független Államok Közösségébe.
- 2005 – A Richter-skála szerinti 7,6-os erősségű földrengés Pakisztánban, mely 18 000-nél több halálos áldozatot követel.
- 2016 – A nyomtatott Népszabadság utoljára jelenik meg.

## Sportesemények
Formula–1
- 1961 –  amerikai nagydíj, Watkins Glen – Győztes: Innes Ireland  (Lotus Climax)
- 1972 –  amerikai nagydíj, Watkins Glen – Győztes: Jackie Stewart (Tyrrell Ford)
- 1978 –  kanadai nagydíj, Montreal – Győztes:  Gilles Villeneuve  (Ferrari)
- 2000 –  japán nagydíj, Suzuka – Győztes:  Michael Schumacher  (Ferrari)
- 2006 –  japán nagydíj, Suzuka – Győztes: Fernando Alonso  (Renault)
- 2017 –  japán nagydíj, Suzuka – Győztes: Lewis Hamilton (Mercedes)

Labdarúgás
- 2015 – Magyarország–Feröer 2016-os labdarúgó-Európa-bajnokság selejtezőmérkőzés, Budapest, Groupama Aréna

## Születések
- 1676 – Feijoo Y Montenegro spanyol író, a spanyol felvilágosodás jelentős képviselője († 1764)
- 1870 – Louis Vierne francia orgonaművész, zeneszerző († 1937)
- 1874 – Gróf Bethlen István Magyarország miniszterelnöke († 1946)
- 1875 – Tormay Cécile írónő († 1937)
- 1876 – Wellmann Oszkár állatorvos, az állattenyésztéstan professzora, az MTA tagja († 1943).
- 1881 – Vincenzo Peruggia olasz szobafestő, a Mona Lisa elrablója († 1947)
- 1883 – Otto Heinrich Warburg német Nobel-díjas biokémikus († 1970)
- 1887 – Nyiry István magyar gépészmérnök, országgyűlési képviselő († 1945)
- 1890 – Buday Dénes operett- és sanzonkomponista († 1963)
- 1892 – Nadányi Zoltán magyar költő († 1955)
- 1895 – Juan Domingo Perón argentin katonatiszt, politikus, elnök-diktátor († 1974)
- 1895 – I. Zogu albán király († 1961)
- 1896 – Vendel Miklós Kossuth-díjas geológus, petrográfus, az MTA rendes tagja († 1977).
- 1897 – Marcel Herrand francia színész († 1953)
- 1901 – Sályi István Kossuth-díjas gépészmérnök, egyetemi tanár († 1974)
- 1902 – Ferenczi György magyar zongoraművész († 1983)
- 1903 – Nagy Ferenc politikus, magyar miniszterelnök († 1979)
- 1904 – Yves Giraud Cabantous (Yves Marius Aristide Giraud-Cabantous) francia autóversenyző († 1973)
- 1910 – Travis „Spider” Webb amerikai autóversenyző († 1990)
- 1912 – Ilku Pál tanító, kommunista politikus († 1973)
- 1913 – Rónay György József Attila-díjas magyar író, költő, műfordító († 1978)
- 1917 – Rodney Robert Porter Nobel-díjas angol biokémikus († 1985)
- 1919 – Jack McGrath (John McGrath) amerikai autóversenyző († 1955)
- 1920 – Frank Dochnal amerikai autóversenyző († 2010)
- 1921 – Göndör Klára Jászai Mari-díjas magyar színésznő, érdemes művész († 2014)
- 1922 – Varga Domokos Kossuth-díjas magyar író, újságíró, erdőmérnök († 2002)
- 1927 – César Milstein Nobel-díjas argentin immunológus († 2002)
- 1928 – Helmut Qualtinger osztrák színész, író, humorista, előadóművész († 1986)
- 1932 – Gazsó Ferenc magyar szociológus († 2018)
- 1935 – Kasztori Rudolf szerbiai magyar agrármérnök, növényfiziológus, az MTA tagja
- 1939 – Paul Hogan ausztráliai színész (Krokodil Dundee)
- 1939 – Bergendy István Liszt Ferenc-díjas magyar zenész, zeneszerző († 2020)
- 1939 – Bókai Mária magyar színésznő, a Gárdonyi Géza Színház örökös tagja
- 1939 – Pege Aladár Liszt- és Kossuth-díjas dzsessz-zenész (nagybőgős),  érdemes művész, zeneszerző († 2006)
- 1941 – Jesse Jackson amerikai politikus, baptista pap
- 1943 – Chevy Chase amerikai színész
- 1943 – Tajti József egykori NB I-es labdarúgó
- 1947 – Timár Béla Jászai Mari-díjas színész, rendező († 1989)
- 1948 – Claude Jade francia színésznő († 2006)
- 1949 – Sigourney Weaver amerikai színésznő
- 1950 – Almássy Zsuzsa műkorcsolyázó
- 1952 – Edward Zwick amerikai producer, filmrendező
- 1952 – Tahi József magyar színész
- 1954 – Huub Rothengatter (Hubertus Rothengatter) holland autóversenyző
- 1954 – Michael Dudikoff amerikai színész
- 1957 – Balogh Ágnes magyar bábszínésznő
- 1964 – Ian Hart brit színész
- 1966 – Bor Viktor magyar színész, író, zeneszerző
- 1970 – Matt Damon Oscar-díjas amerikai színész
- 1975 – Csörnyei Marianna magyar matematikus
- 1976 – Bonny Bon magyar pornószínésznő
- 1977 – Daniel Bess amerikai színész
- 1979 – Jordan Maze pornószínésznő
- 1979 – Kristanna Loken amerikai színésznő („Terminátor 3”)
- 1981 – Matteo Morandi olasz tornász
- 1982 – Harcsa Veronika magyar énekesnő
- 1985 – Bruno Mars amerikai énekes
- 1990 – Natasha Moodie jamaicai úszónő
- 1990 – Rácz Jenő Michelin-csillagos magyar séf
- 1993 – Palvin Barbara magyar divatmodell
- 1993 – Angus T. Jones amerikai színész, a Két pasi – meg egy kicsi Jake Harpere
- 1997 – Bella Thorne amerikai színésznő, modell

## Halálozások
- 1754 – Henry Fielding angol író (* 1707)
- 1803 – Vittorio Alfieri olasz drámaíró, költő (* 1749)
- 1841 – Johan August Arfwedson svéd kémikus, a lítium felfedezője (* 1792)
- 1849 – Gonzeczky János tábori lelkész, az 1848–49-es forradalom és szabadságharc vértanúja (* 1803)
- 1869 – Franklin Pierce, az Amerikai Egyesült Államok 14. elnöke, hivatalban 1853–1857-ig (* 1804)
- 1872 – Kagerbauer Antal magyar műépítész (* 1814)
- 1918 – Aggházy Károly magyar zeneszerző, zongoraművész, pedagógus (* 1855)
- 1942 – Szergej Alekszejevics Csapligin orosz-szovjet fizikus, matematikus, gépészmérnök (* 1869)
- 1944 – Gerde Oszkár kétszeres olimpiai bajnok kardvívó (* 1883)
- 1945 – Felix Salten (er. Siegmund Salzmann) magyar származású osztrák író, a „Bambi” szerzője (* 1869)
- 1966 – Célestin Freinet francia néptanító, reformpedagógus, a munkaiskola képviselője (* 1896)
- 1970 – Jean Giono francia író (* 1895)
- 1972 – Gózon Gyula Kossuth-díjas magyar színész (* 1885)
- 1978 – Serly Tibor magyar zeneszerző (* 1901)
- 1980 – Angyal László magyar építészmérnök, építészfelügyelő, országgyűlési képviselő (* 1898)
- 1991 – Natalia Ginzburg (sz. Natalia Levi), olasz írónő (* 1916)
- 1992 – Rátonyi Róbert kétszeres Jászai Mari-díjas magyar színész, énekes, kabarettista (* 1923)
- 1992 – Willy Brandt német szociáldemokrata politikus, szövetségi kancellár, béke Nobel-díjas (* 1913)
- 1995 – John Cairncross brit hírszerzőtiszt, szovjet kém, a „cambridge-i ötök” egyike (* 1913)
- 2001 – Pálfi Ferenc magyar színész (* 1904)
- 2003 – Vilko Novak magyarországi születésű szlovén etnológus, nyelvész, történész (* 1909)
- 2004 – Babóthy Ferenc gazdálkodó, politikus, országgyűlési képviselő (* 1915)
- 2012 – Pauer Gyula Kossuth-díjas magyar szobrász (* 1941)
- 2014 – Ponori Thewrewk Aurél magyar csillagász, szakíró (* 1921)
- 2015 – Nemeskürty István Széchenyi-díjas és Kossuth-nagydíjas író, irodalom- és filmtörténész, egyetemi tanár (* 1925)
- 2017 – Aradszky László, magyar énekes, előadóművész (* 1935)
- 2023 – Sólyom László, magyar jogtudós, egyetemi tanár, az Alkotmánybíróság első elnöke, köztársasági elnök (* 1942)

## Nemzeti ünnepek, emléknapok, világnapok
- Horvátország függetlenségi napja
- Peru Az angamosi csata emléknapja
- 1896 óta a Magyarok Nagyasszonyának ünnepe
- Dalszerzők napja Magyarországon